# Västerås recess
Västerås recess var beslutet från riksdagen i Västerås år 1527, som beslutade att kungamakten underkuvade kyrkan och upprorsmakare. Kallelsen till riksdagen var föranledd av att Gustav Vasa sökte stöd mot oroligheterna i Dalarna, dalupproren. Till grund för Västerås recess, som sannolikt är redigerad av Laurentius Andreæ, låg en skickligt avfattad kunglig proposition som ställde kyrkans rika tillgångar i kontrast till kronans och i viss mån adelns. På grundval av ständernas svar, där adeln och bönderna var negativa till förändringar av gudstjänstskicket, utformades Västerås riksdag. Några beslut av religiös karaktär fattades inte. Beslutet från riksdagen innehöll fyra punkter: 
1. de som anstiftade oro i riket skulle straffas
2. kungen skulle till kronans bästa förfoga över kyrkans överflödiga inkomster samt överta biskoparnas borgar och slott
3. adeln fick återkräva allt gods som donerats eller sålts till kyrkan sedan 1454
4. Guds ord skulle "renliga predikat varda", vilket dock var en evangelisk ståndpunkt

I den så kallade Västerås ordinantia, med karaktär av förordning för beslutets verkställande, skärpte Gustav Vasa självsvåldigt skrivelsen från Västerås riksdag. Kyrkans ekonomiska och militära maktställning bröts, och den väldiga kyrkoreduktionen, som på ett avgörande sätt stärkte kronans resurser, inleddes.